# Hossein Ghods-Nachai

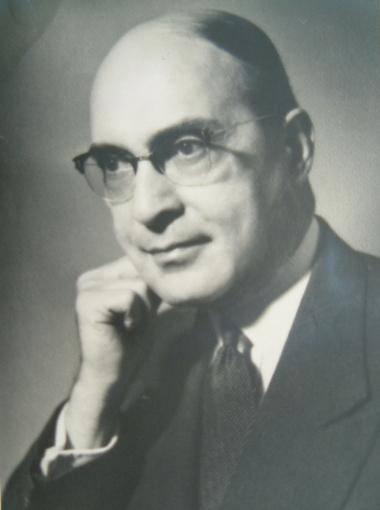
Hossein Ghods-Nachai

Hossein Ghods-Nachai (persisch حسین قدس نخعی, französisch Nakhaï, englisch Nakhaee; * 1911 in Mazandaran; † 30. Dezember 1977 in Teheran) war ein iranischer Dichter, Politiker und Diplomat. Ghods-Nachai war Mitglied in der Partei Melliyune (Nationalistenpartei).

## Familie
Nachai war der Sohn eines iranischen Klerikers, Haddsch Agha Hassan Nachai. Wie bei seinem Vater war Hosseins Nachname ursprünglich Nachai. In seiner Jugend war Hossein Nachai der Herausgeber eines Literaturmagazins, genannt Ghods, und so wurde er für jedermann als „Herr Ghods“ bekannt. Er fügte das Wort Ghods später seinem Nachnamen hinzu. Er heiratete die Tochter des ersten persischen Botschafters in die Vereinigten Staaten, Sadr es-Saltaneh, auch bekannt als Hadschi Washington.

## Diplomatische und politische Karriere
Nachai wurde Botschafter des Iran in Bagdad, London, Tokio (Oktober 1956 bis Januar 1958) und Washington, D.C. (unter der John F. Kennedy-Regierung). Zwischen dem 1. Dezember und dem 30. Dezember 1960 hatte er die Position des persischen Außenministers inne, ebenso zwischen 1961 und 1963. Danach wurde er zum Minister des Königlichen Hofes ernannt, ein Posten, den er bis 1968 bekleidete. Nachai wurde als Minister des Hofes durch Amir Assadollah Alam abgelöst. Danach wurde er Botschafter am Heiligen Stuhl (Vatikan).
Er war der Vorsitzende des Komitees, das mit der Sowjetunion über die Rückgabe der Goldbestände der iranischen Nationalbank verhandelte, die nach der Anglo-Sowjetischen Invasion des Iran von sowjetischen Truppen in die Sowjetunion verbracht worden waren.

## Literarisches Leben
Hossein Ghods-Nachai schrieb umfangreiche Gedichtbände (darunter auch seine Robajat) sowie Prosatexte (darunter eines mit dem Titel Trail lost in heaven). Einige seiner Werke wurden ins Englische und andere Sprachen übersetzt.